# Hønsering (legetøj)
Se også fugle ringmærkning som også omfatter hønse ringmærkning
 For alternative betydninger, se Hønsering. (Se også artikler, som begynder med Hønsering)
En hønsering er et stykke legetøj lavet af plast. De kunne fås i mange farver og var typisk gennemsigtige. En vigtig egenskab ved hønseringe er, at de kan sættes sammen i kæde. Leddene (hønseringene) kan være S-formede eller ringformede.
Hønseringene blev typisk produceret og solgt i plader, som kunne brækkes op i hønseringe.

## Hønseringe-lege
Der er flere måder at lege med hønseringe på:
- Kaste hønseringepar langs jorden, hvor man prøver at ramme fx et lille hul fra en vis afstand. Rammer man det, vinder man hønseringe fra personen der har lavet banen.
- Prøve at ramme en mindre dåse fra en vis afstand med hønseringepar. Rammes dåsen, har man vundet flere hønseringe.
- Sætte hønseringe sammen i kæde fx i forskellige farver.

## Historisk
I Danmark begyndte børn at lege med (ægte) hønseringe i 1940'erne. Fra 1950'erne lavede legetøjsindustrien legetøjshønseringe af plast.